# Aviação civil
Aviação civil - é qualquer utilização não militar da aviação, seja ela comercial ou privada. Ela se divide basicamente em duas categorias:
- Transporte aéreo, que abrange todas as operações de transporte comercial de passageiros e de cargas; e

- Aviação geral, que abrange todas as outras operações de voo, comerciais ou privadas. Nesta categoria, estão incluídas a aviação agrícola, a experimental, a desportiva, a executiva, o táxi aéreo, aerofotogrametria, transporte de cargas externas, entre muitos outros exemplos.

Enquanto o transporte aéreo comercial é responsável por um grande número de passageiros transportados, a aviação geral se caracteriza pela grande quantidade de voos (aterrissagens e decolagens).

## Autoridade de Aviação Civil

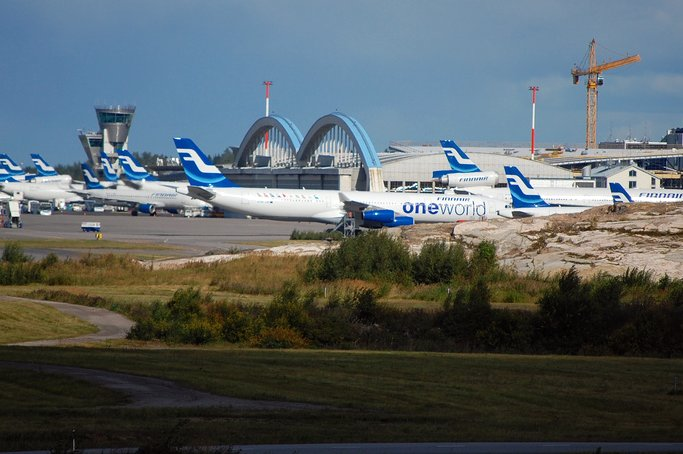
Aeronaves de uso civil.

A maioria dos países é membro da Organização de Aviação Civil Internacional (OACI ou ICAO) e eles trabalham coletivamente para definir normas e práticas comuns a todos, visando o desenvolvimento do transporte aéreo internacional de forma segura e eficiente. Para isso, estes países estabelecem órgãos governamentais (comumentemente conhecidos como autoridades de aviação civil) para assegurar a implantação de tais normas e práticas. No Brasil, este órgão é a Agência Nacional de Aviação Civil (ANAC) e em Portugal, é a Autoridade Nacional de Aviação Civil (ANAC). Basicamente, uma autoridade de aviação civil deve atuar em:
- Licenças de pessoal — regulação sobre treinamento e emissão de licenças de piloto, de comissário de bordo, mecânico de manutenção, controlador de tráfego aéreo, operador de estação aeronáutica, despachante operacional, etc. Operações de voo — regulação sobre os operadores comerciais.Um Airbus A350 XWB uma das aeronaves mais modernas atualmente

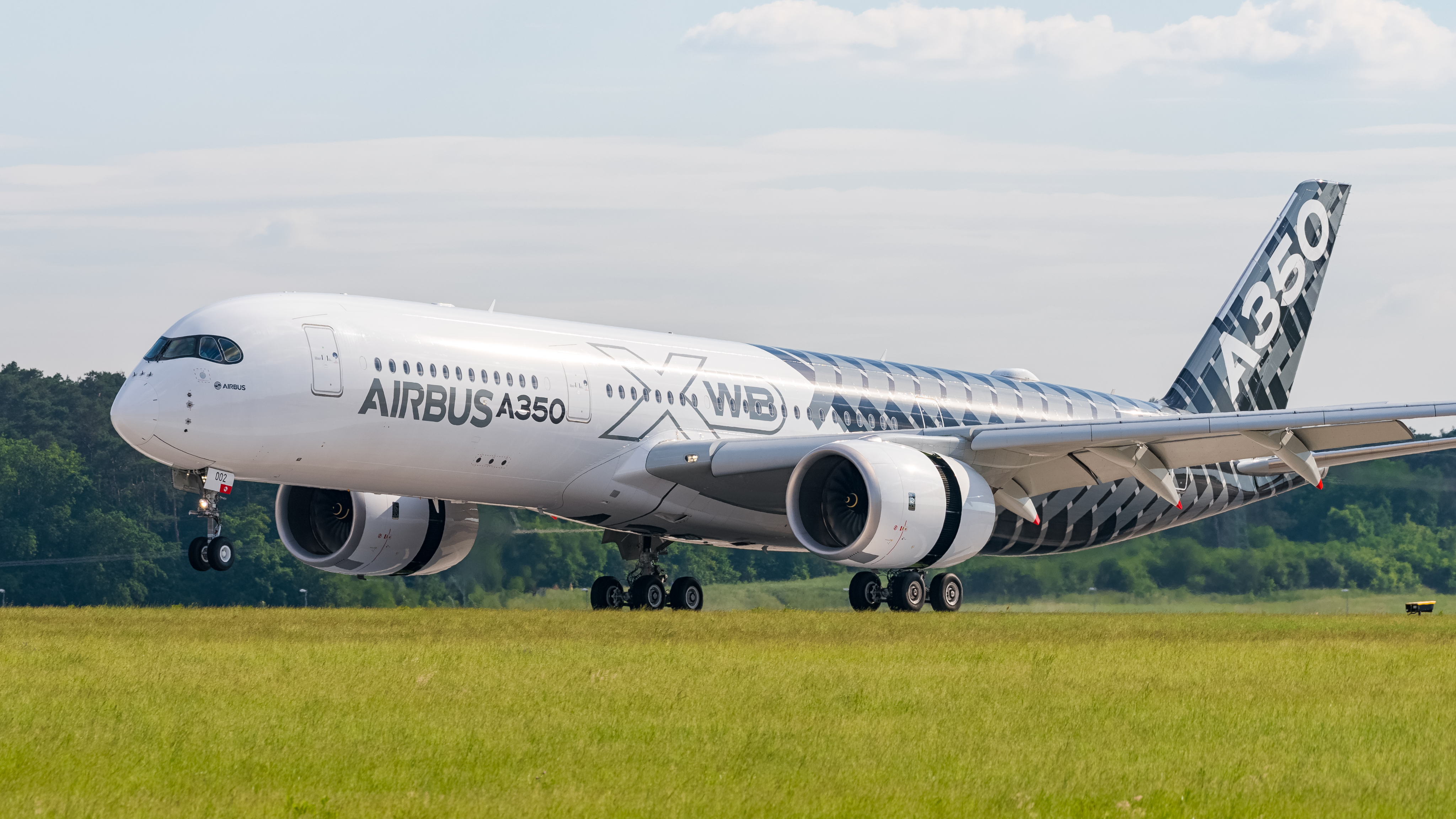
Um Airbus A350 XWB uma das aeronaves mais modernas atualmente

- Aeronavegabilidade — regulação sobre a segurança das aeronaves (projeto, fabricação e manutenção), incluindo a emissão de certificados de matrícula e de aeronavegabilidade.
- Aeródromos — projeto e construção de aeródromos (aeroportos, heliportos, helipontos, pista de pouso).
- Serviços de tráfego aéreo — gestão do espaço aéreo do país (No Brasil o espaço aéreo é responsabilidade do DECEA - Departamento de Controle do Espaço Aéreo que é um órgão militar subordinado ao COMAER - Comando da Aeronáutica)